# Zygonoides occidentis
Zygonoides occidentis är en trollsländeart som först beskrevs av Friedrich Ris 1912.  Zygonoides occidentis ingår i släktet Zygonoides och familjen segeltrollsländor. IUCN kategoriserar arten globalt som livskraftig. Inga underarter finns listade i Catalogue of Life.